# Wash (technika modelarska)
Wash (płukanka) – jedna z podstawowych technik wykorzystywanych w modelarstwie redukcyjnym polegająca na stosowaniu farb w dużym rozcieńczeniu w celu wydobycia detali modelu oraz imitacji efektu światłocienia na małym modelu. Używana bywa także do uzyskania efektu zabrudzeń i śladów eksploatacji.

## Techniki

### Farba olejna
Jedną z form washa jest zalanie modelu farbą olejną rozcieńczoną 70-80 proc. benzyną, white spirit, lub terpentyną, a następnie starciu jej nadmiaru nawilżonym patyczkiem higienicznym, szmatką, pędzlem czy gąbką. Wadą takiego rozwiązania jest niebezpieczeństwo uszkodzenia bazowej warstwy farby, oraz przyciemnienie kolorów na modelu.

Inną odmianą tej metody, bardzo pomocną przy elementach o skomplikowanej fakturze, jest zalanie roztworem farby olejnej (70 proc. farby do 30 proc. rozcieńczalnika), wcześniej zwilżonej rozcieńczalnikiem, powierzchni.

Obie techniki można wykonać również za pomocą innych farb – akryli lub temper. 

### Pin-wash
Inną formą, jest tzw. pin-wash. Polega on na nałożeniu 50 proc. roztworu farby (olejnej, emalii, lub akrylu) cienkim pędzlem jedynie w zagłębienia, okolice nitów i innych detali. Technika ta wymaga więcej wprawy i uwagi, ale niebezpieczeństwo uszkodzenia farby bazowej jest niewielkie i nie dochodzi do przyciemnienia tonacji modelu.

Do pin-washa można wykorzystać specjalne farby, tzw. patyny firmy Vallejo (akrylowe), lub gotowe washe dostępne pod szyldem Mig Productions (emalie). 
Technikę można wykorzystać do wykonania zacieków, rain marks, czy nawet potraktować go jak filtr.

### Farba plakatowa
Wash można wykonać również farbą plakatową. Farby plakatowe nadają się do zalewania linii podziałowych, brudzenia komór i goleni podwozia, czy osiągania cieni w kokpitach. Najszersze zastosowanie mają kolory: czarny, brązowy, ciemnoszary i różne ich mieszanki. Dobre efekty daje użycie farby czarnej, która po zaschnięciu dość delikatnie kontrastuje z kolorami kamuflażu. Farbę nakładamy zawsze na powierzchnię błyszczącą. Na matowej powłoce powstają bardzo trudne do usunięcia plamy i zacieki! Do ścierania nadmiaru farby używamy suchych bądź zwilżonych wodą lub wódką ręczników papierowych i pędzelków. Wszystko zależy od konkretnego przypadku.
Do zalet plakatówki należą: łatwa dostępność, szybki czas schnięcia, rozcieńczanie wodą, obojętny wpływ na zdrowie, brak zapachu, łatwość nakładania, kontrola nad osiąganym efektem, brak reakcji z innymi farbami na modelu i możliwość bezproblemowego usunięcia farby w razie niepowodzenia.
Wady to przede wszystkim napięcie powierzchniowe powodujące, że farba ma tendencję do zbierania się w krople, mała trwałość – efekt należy bezwzględnie zabezpieczyć lakierem bezbarwnym najlepiej nakładanym natryskowo, za pomocą aerografu. Powierzchni niezabezpieczonej lepiej nie dotykać, a jeśli już – to w lateksowej rękawiczce. Pot rąk i mechaniczne pocieranie spowoduje, że farba zetrze się z powierzchni modelu. Ryzykowne jest także nakładanie lakieru bezbarwnego pędzlem; lakier może rozpuścić farbę i wymieszać się z nią, brudząc niekontrolowanie cały model.

## Przykładowe efekty
- Uzyskiwanie wrażenia głębi w kabinach samolotów - Farba użyta w kokpicie gromadzi się i wnika we wszystkie zakamarki, przez co powoduje, że szczegóły kabiny stają się lepiej widoczne:

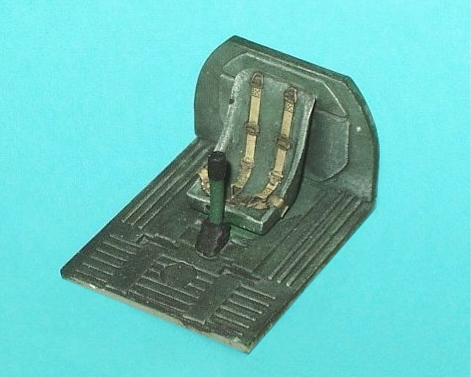
Wydobywanie detali poprzez wash

Jedna z koncepcji polega na nałożeniu pędzelkiem ciemnego koloru na całą powierzchnię, potem ścieraniu jej szerokim pędzlem zamoczonym w wodzie i co jakiś czas czyszczonym - z każdym ruchem zbieramy trochę farby, unikając rozmazywania. Im dłużej ścieramy farbę, tym mniej wilgotnym pędzlem operujemy, to chroni przed otrzymaniem na częściach modelu jednej wielkiej kałuży.
Inny sposób to zaaplikowanie na kokpit bardzo mocno rozcieńczonej plakatówki i zostawienie jej do wyschnięcia. Pojawiające się niepożądane plamy, zacieki usuwamy (rozcieramy) na bieżąco cienkim pędzelkiem, gdy farba jest jeszcze wilgotna. Mocne rozrzedzenie powoduje, że farba zbiera się w samych zagłębieniach – pozwala to na przykład ładnie odznaczyć pasy pilota od reszty fotela.

- Zalewanie linii podziału – dążenie do uwidocznienia szczegółów powierzchni:

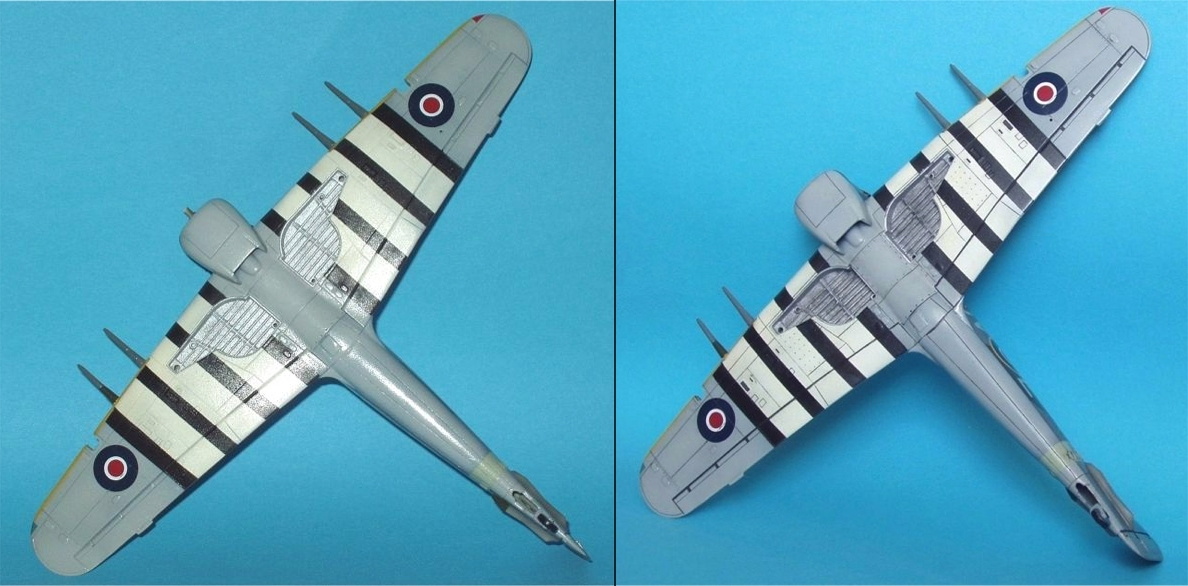
Wash - zalewanie linii podziałowych

Aby ułatwić sobie pracę, farbę można nakładać etapami - gdy skończymy jeden, zabieramy się za kolejny kawałek modelu. Jeśli dość dobrze rozcieńczymy farbę, cienkim pędzelkiem możemy trafić właściwie idealnie w linie tak, że niewiele wypłynie poza nie, tym samym oszczędzając sobie pracy z jej ścieraniem. Można dopomóc sobie grawitacją – np. skrzydło trzymać pionowo do dołu i nanieść punktowo farbę gdzieś na górze linii. Przy odpowiednim rozcieńczeniu, farba sama „pociągnie do dołu”. Panuje ogólna zasada, że nadmiar farby powinno się ścierać w takim kierunku, jak układają się strumienie powietrza opływające samolot w locie. Owszem, natomiast jeśli farba ma być w samych liniach, można tę zasadę ominąć, gdyż sposób ścierania jest obojętny. Niewątpliwie łatwiej jest ścierać farbę w poprzek a nie wzdłuż linii – zapobiega to jej nadmiernemu wymywaniu. 
Plakatówką można też brudzić komory podwozia – tutaj używamy dużej ilości mocno rozrzedzonej farby. Po wyschnięciu osadza się ona w zakamarkach, dając ciekawy efekt. Zależnie od wyglądu komór, na sam koniec wnęki można przetrzeć zwilżonym delikatnie pędzelkiem – farba pozostanie w zagłębieniach natomiast zniknie z wystających żeberek, które staną się lepiej widoczne. 
- Intensywny wash – dążenie do uzyskania wyglądu mocno wyeksploatowanej powierzchni:

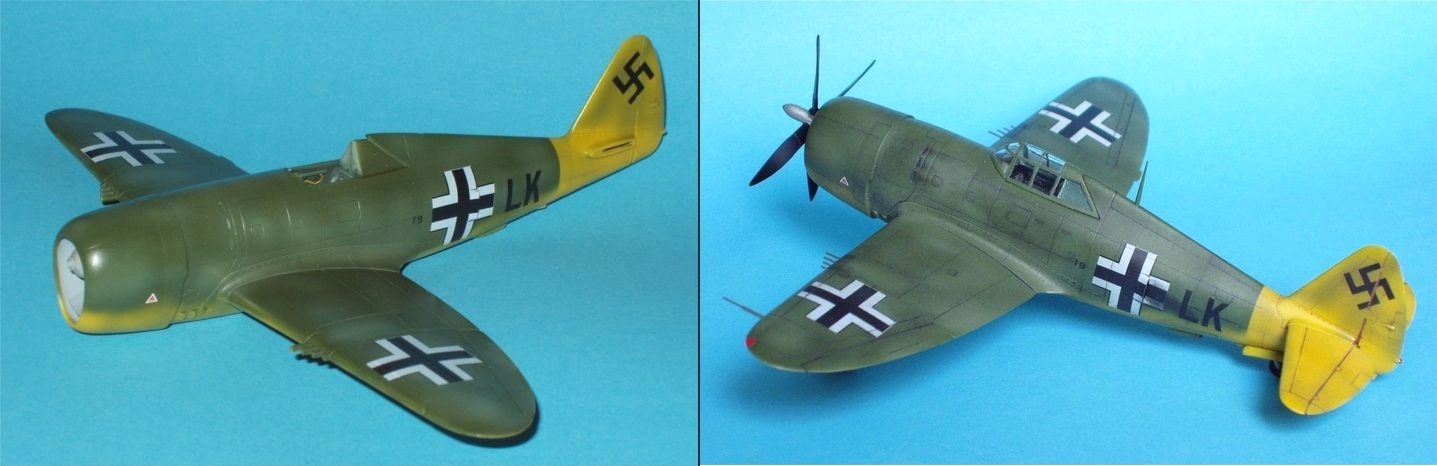
Wash - efekt wyeksploatowanej powierzchni

Nakładamy farbę praktycznie na całą powierzchnię i potem zaschniętą ścieramy ręcznikiem papierowym zwilżonym wódką, w poprzek skrzydeł i wzdłuż kadłuba, nie przejmując się tym, że wycieramy farbę niedokładnie. Otrzymujemy efekt spracowanej, wyeksploatowanej maszyny. Gdy linie podziałowe na modelach nie są najlepsze, są rozmyte – warto pogłębić je igłą. Wtedy farba trzyma się w nich zdecydowanie lepiej i nie zdarzy się, że wycierając powierzchnię, wytrzemy też farbę z linii. Użycie wódki ma w tym przypadku swoje zalety – alkohol szybko paruje, dzięki czemu nadmiar farby faktycznie jest wycierany a na modelu nie powstaje "mokre bajoro" utrudniające kontrolę nad efektem. Niedokładnie ścierana farba nakładana na dużą powierzchnię pozwala osiągać dodatkowe przebarwienia. Dla zróżnicowania można użyć kilku kolorów – na przykład czarnego i brązowego.